# Soulèvement du Dos de Mayo
Pour les articles homonymes, voir Bataille de Madrid (homonymie).
Guerre d'Espagne
Batailles
- Dos de Mayo
- Tolède
- Bruc
- Valdepeñas
- Pont d'Alcolea
- Port de Cadix
- Olhão
- Cabezón
- Gérone (1er)
- Saragosse (1er)
- Valence (1er)
- Medina de Rioseco
- Bailén
- Gérone (2e)
- Évora
- Roliça
- Vimeiro

Le soulèvement du Dos de Mayo (Levantamiento del 2 de mayo, soulèvement du 2 mai) de 1808 est le nom sous lequel on désigne la rébellion du peuple madrilène contre l'occupation de la ville par les Français, et qui s'étendit dans toute l'Espagne. Il marque le début de la guerre d'indépendance espagnole. Ce soulèvement est la conséquence de l'abdication de Bayonne, où Napoléon Ier avait imposé son frère Joseph Bonaparte comme roi d'Espagne.
Il est aujourd'hui célébré dans la communauté de Madrid comme « Jour de la communauté » (Día de la Comunidad, équivalent pour la région d'une fête nationale).

## Antécédents

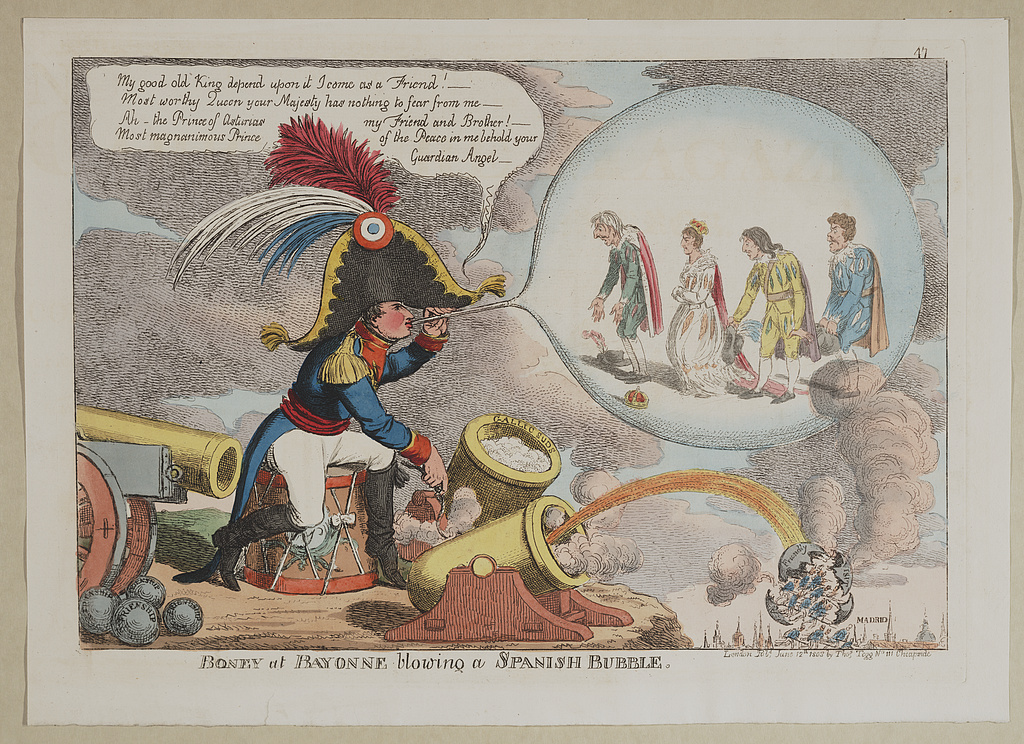
Boney à Bayonne soufflant une bulle espagnole.

Depuis les événements du soulèvement d'Aranjuez (17 mars 1808) pendant lesquels le roi Charles IV a abdiqué en faveur de son fils Ferdinand VII, Madrid est occupée par le prince Murat (23 mars). Ferdinand VII revient à la cour, salué par les acclamations du peuple de Madrid. Napoléon l'invite à le rejoindre à Bayonne. Le 20, Ferdinand VII passe la frontière, espérant, lors de cette réunion, se faire reconnaître comme roi d'Espagne. Son père demande à se joindre à eux et arrive à Bayonne le 30 avril, escorté par les troupes françaises. En fait, Napoléon par ses pressions, obtient l'abdication de Charles IV et de Ferdinand VII en faveur de Joseph Bonaparte (futur Joseph Ier).
À Madrid, une Junta de Gobierno représente le roi Ferdinand VII. Cependant, le pouvoir effectif reste entre les mains de Murat, lequel a réduit la Junta de Gobierno à un rôle de simple marionnette ou de simple spectatrice des événements. Le 27 avril, Murat sollicite, théoriquement au nom de Charles IV, l'autorisation de conduire à Bayonne la reine d'Étrurie (fille de Charles IV) et l'infant François de Paule. Au début, lors de la réunion dans la nuit du 1er au 2 mai, la junte refuse, puis finalement cède à la suite des instructions de Ferdinand VII, amenées par un émissaire arrivé de Bayonne (« conserver la paix et l'harmonie avec les Français »).

## ¡Que nos lo llevan!(Ils nous l'enlèvent!)
Le 2 mai 1808, la multitude commença à se concentrer devant le palais royal. La foule vit comment les soldats français amenaient hors du palais la reine d'Étrurie. Sa sortie ne produisit aucun choc. La présence d'une autre voiture a fait penser qu'elle était destinée à l'infant François de Paule. Excitée par José Blas de Molina et aux cris de ¡Que nos lo llevan! (Ils nous l'enlèvent !), la foule pénétra dans le palais. L'infant apparut à un balcon augmentant l'agitation sur la place. Les deux officiers français chargés du transfert, le colonel Auguste Lagrange et Michel Desmaisieres furent sauvés par une patrouille passant par là. Ce tumulte est exploité par Murat, qui dépêche un bataillon de grenadiers de la Garde impériale au palais, accompagnés par de l'artillerie, lesquels tirent sans sommations sur la foule déchaînée. Cette foule se disperse dans tout Madrid aux cris de Mort aux Français. La lutte va s'étendre à Madrid et durera pendant des heures.

## Le combat de rues

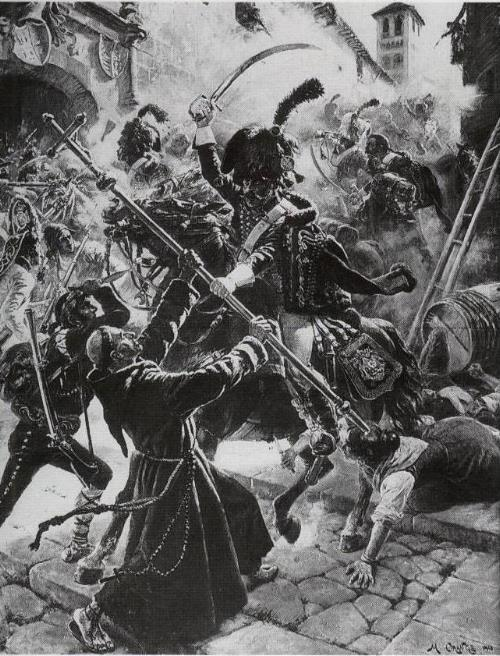
Peinture de Maurice Orange représentant la charge des chasseurs de la Garde dans la rue d'Alcala (épisode du Dos de Mayo).

Les Madrilènes durent découvrir en cet instant les conditions de la guerre de rues : constitution de bandes de quartier commandés par des chefs improvisés ; obligation de trouver des armes (ils luttaient avec des couteaux face à des sabres) ; nécessité d'empêcher l'arrivée de nouvelles troupes françaises.
Tout cela ne fut pas suffisant et Murat put mettre en pratique une tactique aussi simple qu'efficace. Quand les Madrilènes ont voulu se rendre maîtres des portes de l'enceinte de Madrid pour empêcher l'arrivée des forces françaises cantonnées hors de Madrid, le gros des troupes de Murat (quelque 30 000 hommes) avait déjà pénétré dans la cité, faisant un mouvement concentrique pour entrer dans Madrid.
Cependant la résistance à l'avance des Français fut beaucoup plus efficace que ce qu'avait prévu Murat, spécialement à la porte de Tolède, la Puerta del Sol et le parc d'Artillerie de Monteleón ; cette opération permit à Murat de mettre Madrid sous la juridiction militaire, et de traiter les Madrilènes comme des rebelles. Il plaça également sous ses ordres la Junta de Gobierno.
L'un après l'autre, les foyers de résistance vont tomber. À la rue d'Alcalá et sur la Puerta del Sol, les chasseurs à cheval de la Garde impériale, appuyés par les mamelouks, dispersent les manifestants.  Le tableau de Goya La Charge des Mamelouks reflète les combats de rue qui se sont produits ce jour.

## Daoíz et Velarde

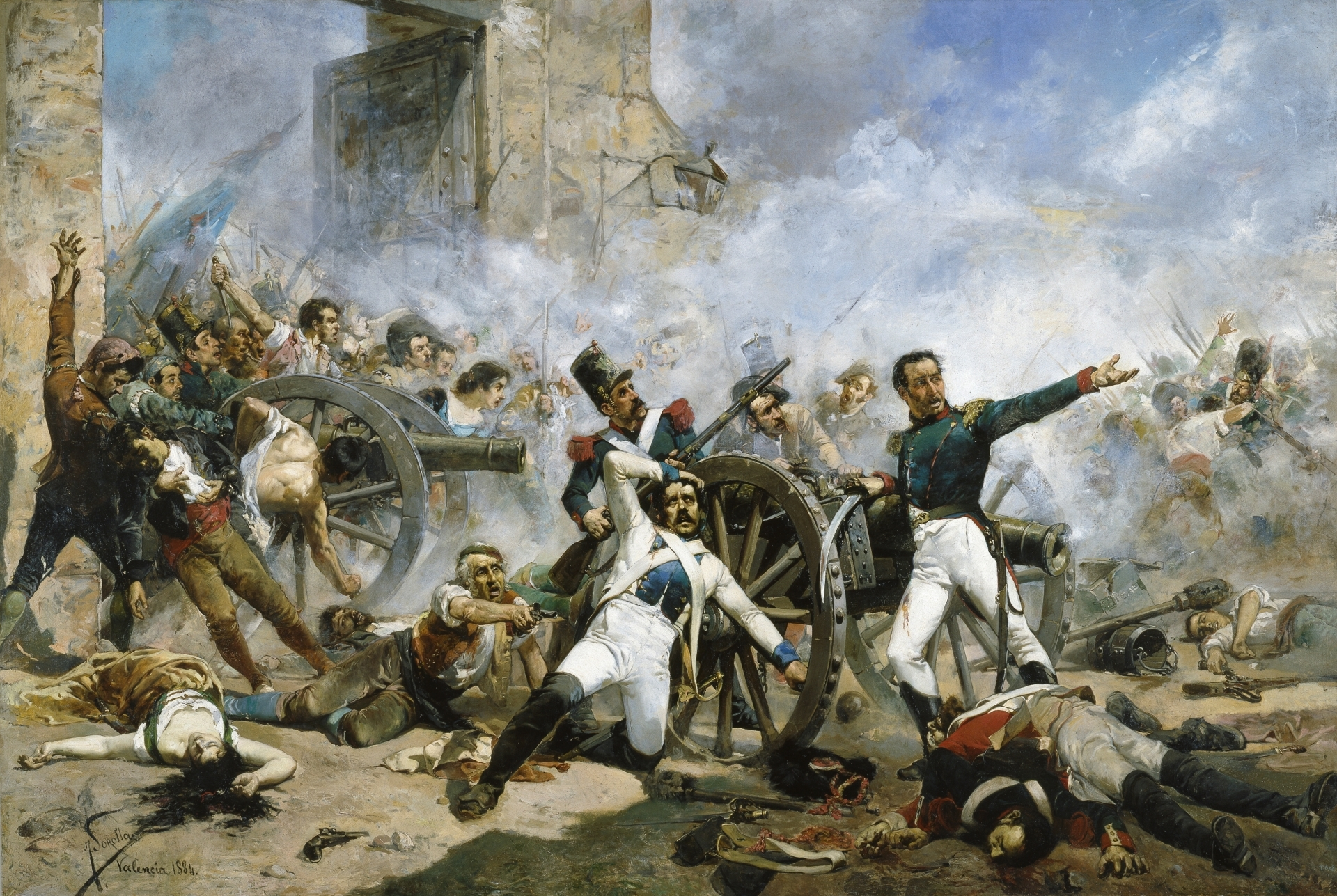
Mort de Pedro Velarde y Santillán durant la défense du Parc d'artillerie de Monteléon, par Joaquín Sorolla (1884).

Pendant ce temps, les militaires espagnols restent passifs dans leurs casernements, suivant les ordres du capitaine général Francisco Javier Negrete. Seuls les artilleurs du parc d'Artillerie situé au palais de Monteleón (es) désobéissent aux ordres et rejoignent l'insurrection. Les héros de plus haut grade seront les capitaines Luis Daoíz y Torres (qui assume le commandement en tant que plus âgé) et Pedro Velarde Santillán. Avec leurs hommes ils se retranchent dans le parc d'Artillerie de Monteleón. Ils y sont assaillis par les troupes westphaliennes du général Lefranc. Mais ces derniers sont repoussés par une défense acharnée. Faisant alors venir deux pièces d'artillerie, les Français ouvrent le feu sur les Espagnols. Plusieurs colonnes françaises, couvertes par les canons, chargèrent les défenseurs du parc d'Artillerie.
Mais encore une fois, l'héroïque défense parvint à repousser les Westphaliens. Voulant en finir, Lefranc lança deux bataillons qui chargèrent les insurgés à la baïonnette. Cette fois, les Espagnols furent enfoncés. Daoiz et Velarde furent tués, ainsi que nombre de leurs hommes, tandis que d'autres étaient faits prisonniers.

## Les insurgés en armes
Le 2 mai 1808 ne fut pas la rébellion de tous les Espagnols contre l'occupant français, mais celle du peuple espagnol contre un occupant toléré (par indifférence, peur ou intérêt) par un grand nombre des membres de l'Administration. La Charge des Mamelouks (la Carga de los Mamelucos) de Goya, représente les principales caractéristiques de la lutte : professionnels parfaitement équipés (les mamelouks ou les cuirassiers) juchés sur de grands chevaux qui dominent la populace à pied, seulement armée de couteaux ou de fusils archaïques ; présence active dans le combat de femmes, dont certaines perdront la vie (Manuela Malasaña ou Clara del Rey) ; présence quasi-exclusive du peuple et de certains militaires.

## La répression

El Tres de mayo de 1808 en Madrid : les exécutions à la montagne du Prince Pío, de Goya. Musée du Prado.

La répression est cruelle. Murat ne se contente pas d'avoir écrasé le soulèvement mais a trois objectifs : contrôler l'administration et l'armée espagnoles ; appliquer un châtiment rigoureux aux rebelles pour servir de leçon à tous les Espagnols ; et montrer que c'est lui qui gouverne l'Espagne. Le soir du 2 mai, il signe un décret qui crée une commission militaire, présidée par le général Grouchy pour condamner à mort tous ceux qui ont été arrêtés avec les armes à la main (Seront fusillés tous ceux qui durant la rébellion ont été pris avec des armes). Le Conseil de Castille publie une proclamation selon laquelle est déclarée illicite toute réunion dans des lieux publics ; on ordonne la remise de toutes les armes, blanches ou à feu. Des militaires espagnols collaborent avec Grouchy dans la commission militaire. Dans un premier temps, les classes dirigeantes paraissent préférer le triomphe des armes de Murat plutôt que de celles des patriotes, composés uniquement par les classes populaires.
Au Salón du Prado et dans les champs de La Moncloa (es), on fusilla des centaines de patriotes. Quelques milliers d'Espagnols moururent sans doute lors du soulèvement et des exécutions qui suivirent. De leur côté, les Français perdirent ce jour-là 60 officiers et 900 hommes du rang.

## Conséquences

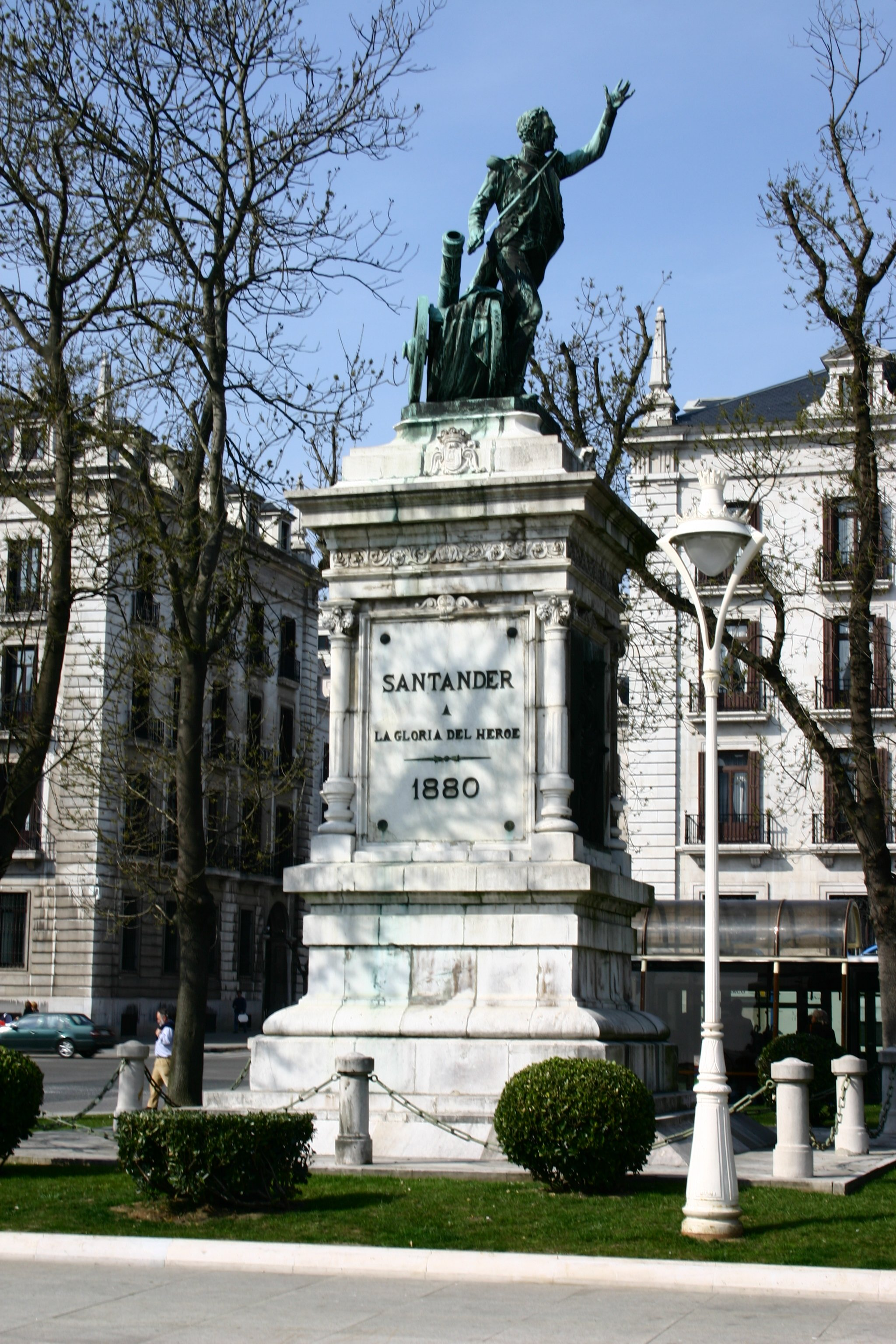
Statue érigée à Santander à la mémoire du capitaine d'artillerie Pedro Velarde Santillán, héros cantabre de la guerre d'indépendance espagnole tué pendant le soulèvement du 2 mai 1808 de Madrid.

Murat pensait, sans doute, en avoir fini avec les élans révolutionnaires des Espagnols, en leur inspirant une terreur effrayante (garantissant pour lui-même la couronne d'Espagne). Cependant, le sang répandu ne fit qu'enflammer le courage des Espagnols. Il donna le signal du début de la lutte dans toute l'Espagne contre les troupes d'invasion. Ce même 2 mai, dans la soirée, dans la ville de Móstoles devant les nouvelles horribles qu'apportaient les fugitifs de la répression dans la capitale, un homme politique de premier plan (secrétaire del Almirantazgo y Fiscal del Supremo Consejo de Guerra), Juan Pérez Villaamil (es) fit signer par les alcaldes du village (Andrés Torrejón (es) et Simón Hernández (es)) un édit dans lequel tous les Espagnols étaient appelés à prendre les armes contre l'envahisseur, en commençant par accourir au secours de la capitale. Cet édit, d'une manière indirecte, provoqua le soulèvement général. Les débuts de celui-ci furent marqués par les mesures du corregidor de Talavera de la Reina, Pedro Pérez de la Mula, et de l’alcalde de Trujillo, Antonio Martín Rivas (es) ; tous les deux organisèrent des listes de volontaires, avec des vivres et des armes, pour venir en aide à la Cour.